# Senzo Meyiwa
Senzo Robert Meyiwa, född 24 september 1987 i Durban, död 26 oktober 2014 i Vosloorus i Gauteng, var en sydafrikansk fotbollsspelare som spelade för den sydafrikanska klubben Orlando Pirates. Han var klubbens andra val som målvakt efter Moeneeb Josephs. Han var även lagkapten för Sydafrikas herrlandslag i fotboll.

## Död
Senzo Meyiwa kapten av Sydafrikas fortbollslag, ihjälsjukten den 26 oktober 2014 när han försökte skydda sin flickvän från att bli rånad. Vid ankomst till sjukhuset förklarades han död.